# Кайдаш Оксана Василівна
Окса́на Васи́лівна Кайдаш (до шлюбу Гуськова, *1974) — українська легкоатлетка; спеціалізувалася в бігу на 100 і 200 метрів; майстер спорту України міжнародного класу (1999), чемпіонка України.

## Життєпис
Народилася 1974 року в місті Тбілісі. 1993 року закінчила Харківське училище фізичної культури № 1. Виступала за спортивне товариство «Динамо» (Харків).
Змагалася на Чемпіонаті світу 1999 року.
У естафеті 4 х 100 метрів в складі команди зайняла четверте місце на Чемпіонаті світу 2003 року.
На Чемпіонаті України з легкої атлетики-2003 виступала в естафеті 4×100 метрів за команду Харківської області; легкоатлетки здобули бронзові нагороди — вона та Станіслава Пугачова, Юлія Семенов та Євгенія Снігур.
Учасниця 27-х (2000, дев'яте місце) та 28-х (2004, десяте місце) Олімпійських ігор.
Станом на 2004 рік — прапорщик Служби безпеки України.
Від 2006 року працює тренеркою Державного експериментального навчально-спортивного центру України з легкої атлетики (Харків). Підготувала 5 майстрів спорту та 2 майстрів спорту міжнародного класу.
Чоловік Олександр Кайдаш. 2002 року народила першу дитину.